# 雷倩
雷倩（1958年11月28日—），籍贯江西豐城，出生於臺灣台北市，中華民國企業家、政治人物。現任中華民國婦女聯合會主任委員、全國數位有線電視副董事長、海南大学“一带一路”研究院高级研究员，曾任第6屆立法委員。

## 經歷
從政前，在美國從事媒體經理人多年，為當時美國主流媒體中，位階最高的亞裔副總裁。
1995年第三屆立法委員選舉代表新黨角逐台北縣選區立委，因泛藍協調整合不成，高票落選，亦是落選者中得票最高者。2005年第六屆立法委員選舉，再度在台北縣第三選區參選並以第二高票（約七萬多票）當選。2015年成立信心希望聯盟，參與2016年中華民國立法委員選舉，並推出2016年10位區域立委候選人，落選。

## 職業
- 東森國際首席顧問
- 東森電視董事
- 國票金控獨立董事
- 中華希望基因發展協會創會會長
- 中華育幼機構兒童關懷協會理事長
- 婦聯會主任委員（2017年12月24日－）

## 著作
- 《帶劍江湖：太平洋聯網CEO雷倩的生涯路》，天下文化，2001年11月5日出版
- 《台灣的消費者運動：理論與實際》（與蕭新煌、鄭又平合著），時報文化，1982年出版
- 《超越溝通的障礙》（早川一会原著，與鄭又平合譯），時報文化，1982年出版

## 主持
- 東森新聞S台《雷倩ICQ》
- 佳音廣播電台《展翅747》

## 個人生活
- 雷倩37歲時，成為美國廣播公司（ABC）當時最年輕的副總裁。1996年，華特迪士尼公司買下ABC，雷倩與ABC多名高階主管一同離職[來源請求]，回校完成博士論文。1997年，雷倩赴新加坡擔任「霸菱亞太通訊媒體基金」董事合夥人，負責亞太區域通訊、媒體、科技投資業務。
- 2000年7月，由新加坡派回台擔任台灣投資公司董事長兼太平洋聯網公司副董事長兼執行長。九月父親雷學明中將被檢察總長盧仁發指揮的特調小組以涉及拉法葉艦軍購弊案收押，全家展開83天的營救計畫。後高等法院撤銷羈押裁定，雷學明於12月16日獲釋。該案在2009-2010年三月間密集審理，於2010年六月由台北地方法院判決無罪，同年十一月，檢察官宣布接受初審判決、放棄上訴，全案無罪定讞。[9] 雷學明等並協助海軍依當年合約中極嚴格的排佣條款向法國索賠。2011年七月，拉法葉佣金仲裁案法國敗訴，返還中華民國8.75億美元。[10]
- 2002年，發起成立中華希望基因發展協會，並展開由教師及大專志工（數位光點）協助原住民小學生記錄部落文化及歷史的「數位小英雄計畫」，該計畫的網站作品在國內外獲獎無數。
- 2005年，雷倩陪同連戰出訪中國大陸（2005年中國國民黨和平之旅）[11]。
- 2006年10月20日，雷倩與賴士葆等23位立委聯手阻擋當時民進黨籍立法委員蕭美琴草擬及遊說的《同性婚姻法》草案，雷倩並且與宗教團體聯手批評台北市政府主辦的同性戀活動「台北同玩節」，被台灣同性戀團體視為對同性戀不友善的立委之一。
- 2008年，被《商業週刊》評選為傑出立法委員。
- 2008年，重返新黨參選不分區立法委員以近百分之四（門檻為五）高票飲恨。
- 第七屆立委選舉落敗後，2008年2月受金門縣縣長李炷烽邀請擔任縣營的金門酒廠董事長[12]，執行遠東航空收購案、活化金酒資產案。遠航案因遭金門縣議會否決，未能通過。於同年9月10日請辭[13]。
- 2015年5月，擔任數位有線電視系統業者全國數位有線電視副董事長[14]。
- 2015年9月6日， 雷倩與陳志宏、王秉森、莊東傑、張信一等人在上午舉行記者會，宣布成立信心希望聯盟，並推出2016年10位區域立委候選人，未能獲得席次[15]。

## 家庭
雷倩父親為前中華民國海軍中將雷學明，母親鄭正玨。父母離婚，母親改嫁台灣體育主播傅達仁。
雷倩在美國期間與李宏志結婚，但返台三年後即離婚。
2006年2月22日，與新黨顧問張建農結婚。

## 外部連結
- 雷倩希望工程專頁
- 信心希望聯盟 （页面存档备份，存于）